# اعتلال عضلي خلقي
الاعتلال العضلي الخلقي مصطلح واسع جدًا يشمل أي اضطراب عضلي موجود عند الولادة. يؤثر هذا الخلل في المقام الأول على ألياف العضلات والهيكل العظمي ويسبب ضعفًا عضليًا و/أو نقصًا في التوتر. تمثل الاعتلالات العضلية الخلقية أحد أهم الاضطرابات العصبية والعضلية في العالم اليوم، وتشمل حوالي 6 من كل 100 ألف ولادة حية كل عام. بشكل عام، يمكن تصنيف الاعتلالات العضلية الخلقية على نطاق واسع على النحو التالي:
- الاضطرابات التي تتضمن شذوذًا مميزًا في ألياف العضلات الهيكلية على المستوى الخلوي، والتي يمكن ملاحظتها عبر المجهر الضوئي.
- الاضطرابات التي تتضمن أعراض ضعف العضلات ونقص التوتر
- الاضطرابات الخلقية، أي التي تحدث أثناء الحياة الجنينية، وتظهر أعراضها عند الولادة أو في بداية الحياة.
- الاضطرابات الوراثية.

## التصنيف

### اعتلالات عضلية مع وجود أجسام متضمنة وتراكم غير طبيعي للبروتين
تعتبر الاعتلالات العضلية الخلقية المصحوبة بوجود أجسام متضمنة وتراكم البروتينات فئة واسعة، وبعض الاعتلالات العضلية الخلقية التي تقع ضمن هذه المجموعة مفهومة جيدًا، مثل الاعتلال العضلي الخيطي. عادةً ما يحدث خطأ التطور في هذه الفئة عندما تتجمع بروتينات العضلات وتتراكم في الساركوبلازم، مما يؤدي إلى اضطراب في وظيفة العضلات.

### الاعتلالات العضلية ذات النوى
تتميز «الاعتلالات العضلية ذات النوى» مثل الاعتلال العضلي متعدد النوى والاعتلال مركزي النوى بمناطق محددة بشكل حاد وخالية من الإنزيمات المؤكسدة NADH وSDH وCOX في ألياف العضلات.

### اعتلالات عضلية مركزية النواة
يشبه الاعتلال العضلي مركزي النواة الاعتلال العضلي الأنبوبي، إذ ينطوي على اضطراب في الجين المسؤول عن حركة الحويصلة في جميع أنحاء الخلية. يؤدي ذلك إلى اضطرابات في الحويصلات التي تصل إلى غشاء البلازما مع المكونات الخلوية اللازمة لدمج الأرومة العضلية، وهي خطوة رئيسية في تكوين العضلات الهيكلية. يؤدي ذلك في النهاية إلى حدوث اضطرابات هيكلية في جميع أنحاء العضلات والهيكل العظمي في الخط Z للقسيم العضلي، مما سيؤدي في النهاية إلى ضعف في العضلات.

### الاعتلالات العضلية ذات الأحجام المتفاوتة من الألياف
تحدث الاعتلالات العضلية ذات الأحجام المتفاوتة من الألياف، مثل عدم تناسق نوع الألياف الخلقي، عندما تكون ألياف النوع الأول (وهي ألياف الشد البطيء التي تشارك في الحفاظ على التقلص) أصغر من ألياف النوع الثاني (وهي ألياف الشد السريع التي تشارك في التقلص السريع). نظرًا لأن الألياف الأصغر من النوع الأول لا ترتبط بالاعتلال العضلي الخيطي، وهو النوع الأكثر شيوعًا من الاعتلال العضلي الخلقي، فهو غير مدروس بتفصيل كبير مثل العديد من الأنواع الأخرى. ومع ذلك، تفسر الألياف من النوع الأول الأصغر سبب قدرة المرضى على القيام بالأنشطة لفترات زمنية قصيرة، وعدم قدرتهم على تأدية الأنشطة المتعبة.

## التشخيص
نادرًا ما توجد أي اختبارات محددة للاعتلال العضلي الخلقي باستثناء خزعة العضلات. يمكن إجراء اختبارات قياس إنزيم كيناز الكرياتين في الدم، والذي غالبًا ما يكون طبيعيًا أو مرتفعًا بشكل طفيف في حالات الاعتلال العضلي الخلقي. يمكن إجراء تخطيط كهربية العضل لفحص النشاط الكهربائي للعضلات. يعتمد التشخيص بشكل كبير على التشريح المرضي للعضلات، إذ تبين خزعة العضلات وجود المرض على المستوى الخلوي. يعتمد التشخيص عادةً على هذه الطريقة، إذ لا تحدد أو تنفي مستويات الكرياتين كيناز والتخطيط الكهربائي للعضلات وجود المرض. حدث مؤخرًا العديد من التطورات في فحوصات ما قبل الولادة بالنسبة للاعتلالات العضلية الخلقية الوراثية.

### الأنواع
تختلف الحالات الواردة تحت مصطلح «اعتلال عضلي خلقي». تشمل هذه الحالات الاعتلال العضلي الخيطي، والاعتلال العضلي الأنبوبي، والاعتلال العضلي مركزي النواة، وعدم تناسق نوع الألياف الخلقي، والاعتلال العضلي متعدد النوى. يمكن أيضًا استخدام المصطلح على نطاق أوسع لوصف الحالات الموجودة منذ الولادة. 

#### اعتلال عضلي خيطي
وصف الاعتلال العضلي الخيطي لأول مرة في عام 1963 وهو أكثر اعتلال عضلي خلقي شيوعًا. يتميز بضعف عام للعضلات وانخفاض توتر العضلات. في أشد الحالات، يموت الأطفال المصابون غالبًا بسبب فشل الجهاز التنفسي. حتى الآن، عثر العلماء على 9 طفرات جينية تسبب الاعتلال العضلي الخيطي. ترتبط 6 جينات منها بخيوط الأكتين، وهي أساس تقلص العضلات. من الناحية النسيجية، تتلون خيوط النيمالين باللون الأحمر عند تلوينها بملوّن ترايكروم جوموري وتظهر في الغالب في المنطقة تحت العضلية من ألياف العضلات. لوحظت خيوط النيمالين في المنطقة الليفية بين الألياف العضلية وداخل النواة. الاعتلال العضلي الخيطي هو صفة جسمية سائدة وأحيانًا اضطراب وراثي جسمي متنحي. يوجد بعض الحالات المتفرقة أيضًا.

#### اعتلال عضلي أنبوبي
تبدأ أعراض الاعتلال العضلي الأنبوبي، المعروف أيضًا بالعضال مركزي النواة بالألم أثناء التمرين وصعوبة المشي. يحتاج الأشخاص المصابون بهذا المرض عادة للكرسي المتحرك في منتصف مرحلة البلوغ، ويعانون من ضعف في العضلات المرتبطة بحركة العين، واضطرابات في وظيفة الأعصاب، وبعض أشكال الإعاقة الذهنية. يعد الاعتلال العضلي الأنبوبي نادرًا جدًا، إذ يصيب أقل من 50 عائلة حاليًا. وراثيًا، قد ينتج الاعتلال العضلي الأنبوبي عن سببَن: صبغي جسدي سائد وصبغي جسدي متنحٍ. عندما يحدث بسبب طفرة في جين DNM2، يكون الاضطراب صبغيًا سائدًا، مما يعني أنه يمكن أن ينتقل عن طريق جين واحد متحور. عندما تحدث الطفرة في جين BIN1، يكون المرض وراثيًا جسديًا متنحيًا، ويجب تحوّر كلا الجينَين بهدف توريث المرض. الحالة الجسدية المتنحية هي الأكثر شيوعًا.

#### الاعتلال العضلي مركزي النواة
وصف الاعتلال العضلي مركزي النواة لأول مرة في عام 1956، وعادة ما يظهر في مرحلة الطفولة أو الطفولة المبكرة على أنه ضعف قريب خفيف غير تقدمي يستمر طوال الحياة. يُعتقد أن الاعتلال العضلي مركزي النواة أكثر انتشارًا مما يُبلغ عنه حاليًا، إذ يصعب التعرف عليه وغالبًا ما يُشخص بشكل خاطئ في مرحلة الطفولة المبكرة. لوحظ ارتباط المرض أليليًا مع ارتفاع الحرارة الخبيث. يهدد هذا الترافق الحياة، ويتسبب في ارتفاع درجة حرارة الجسم، وتيبس العضلات، والانهيار العضلي، وارتفاع كيناز الكرياتين بشكل كبير، والحماض. ينتج الاعتلال العضلي مركزي النواة عن طفرة في جين RYR1.

#### عدم تناسق نوع الألياف الخلقي
يؤثر عدم تناسق نوع الألياف الخلقي على عضلات الهيكل العظمي، مما يسبب ضعفًا في الكتفين وأعلى الذراعين والفخذين والوركين. تتكون عضلات الهيكل العظمي من نوعين من الألياف، النوع 1 والنوع 2. في حالة عدم تناسب نوع الألياف الخلقي، لن تكون ألياف النوع 1 أصغر فقط ولكنها غالبًا أكثر وفرة من ألياف النوع 2. بالتالي سيحافظ المرضى على نمط حياة نشط، ولكن ستكون قدرتهم على التحمل أقل من الأشخاص الطبيعيين. تختلف شدة هذا المرض بشكل كبير، ولكن عادةً ما تظهر الأعراض على الأشخاص في سن واحد. لا تتفاقم حالة المرضى عادةً بمرور الوقت، وأُبلغ في بعض الأحيان عن حدوث تحسن في الحالات.

#### اعتلال عضلي متعدد النوى
يُشار إلى الاعتلال العضلي متعدد النوى أيضًا بالاعتلال العضلي صغير النوى، ويترافق بوجود مناطق صغيرة من آثار التفاعلات منخفضة الأكسدة، تظهر هذه الآثار على شكل «نوى» داخل النسيج. يمكن ملاحظتها من خلال الفحص المجهري وتشبه إلى حد بعيد النوى المركزية، ولكن تكون هذه النوى عادة أصغر في الاعتلال العضلي متعدد النوى. يمتلك مرضى الاعتلال العضلي متعدد النوى، بشكل مشابه لمرضى عدم تناسق نوع الألياف الخلقي عددًا أكبر من الألياف من النوع الأول. بشكل عام، يبلغ حوالي نصف مرضى الاعتلال العضلي متعدد النوى عن عدم تطور ضعف العضلات، بينما يبلغ نصفهم عن تقدم بطيء للغاية.

## العلاج
حاليًا، لا توجد علاجات لأي من الاعتلالات العضلية الخلقية. يوجد علاجات عرضية مختلفة اعتمادًا على شدة المرض، تساعد هذه العلاجات في تخفيف الألم ومساعدة المرضى في أداء أنشطة مختلفة. يشارك العديد من مرضى الاعتلال العضلي الخلقي في العلاج الطبيعي أو المهني في محاولة لتقوية عضلاتهم الهيكلية. عادة ما تكون جراحة العظام ضرورية لتصحيح التشوهات الهيكلية الناتجة عن ضعف العضلات، مثل الجنف. يتوقع الأطباء عادة البقاء على قيد الحياة من خلال مستوى قصور عضلات الجهاز التنفسي الذي يصل إليه المريض.